# Небесна наречена
Небесна наречена (англ. Sky Bride) — американська драма режисера Стівена Робертса 1932 року.

## У ролях
- Річард Арлен — Берт «Speed» Кондон
- Джек Оукі — Алек Дуган
- Роберт Куган — Віллі Сміт
- Вірджинія Брюс — Рут Даннінг
- Том Дуглас — Едді Сміт
- Луїз Клоссер Хейл — місіс Сміт
- Гарольд Гудвін — Дикий Білл Адамс
- Чарльз Старретт — Джим Кармайкл
- Рендольф Скотт — капітан Френк Робертсон